# Kızıldere, Pınarbaşı
Kızıldere là một xã thuộc huyện Pınarbaşı, tỉnh Kayseri, Thổ Nhĩ Kỳ. Dân số thời điểm năm 2008 là 156 người.